# Sant Andreu de la Selva del Camp
Sant Andreu de la Selva del Camp és una església protegida com a bé cultural d'interès local del municipi de la Selva del Camp (Baix Camp).

## Descripció
Església de grans proporcions, inacabada. No té façana principal. Obra de paredat amb reforços de carreus, excepte al carrer de l'Abadia, que és tota de carreus. És una obra mestra de l'escola renaixentista del Camp de Tarragona.
Consta d'una nau amb capelles laterals comunicades. Arcs de mig punt i voltes de canó amb llunetes. Àmplia tribuna alta damunt de les capelles laterals. Gran capella del Santíssim en el costat de l'epístola. Cúpula a la capçalera. Porta lateral d'estil renaixentista, sense pas. A l'angle dret de l'església, als peus, hi ha una construcció amb finestres d'arc de mig punt, que possiblement haguessin estat part d'un edifici anterior.

## Història
L'església antiga, al mateix lloc que l'actual havia quedat petita a començaments del segle xvi, i s'hi feien sovint intervencions. Alguns documents parlen del mal estat de la volta de l'església i de les capelles de Sant Miquel i de Santa Magdalena (1546). L'arquebisbe manà a Jurats i poble (1568), que alcessin un nou temple, però no fou fins al 31 de desembre de 1581, després de diversos escrits de l'arquebisbe, quan el Consell determinarà treure a subhasta l'obra, que es va encarregar a Pere Blai.
L'1 de maig de 1582 es reuniren, amb Pere Blai, el Prior d'Escaladei, l'ardiaca Gilo, i mossèn Jaume Amigó, rector de Tivissa, i acabaren la traça de l'església nova. El 1616 encara Pere Blai visurava la represa de les obres. Finalment, va quedar inconclusa.
El 1936 es varen destruir diferents objectes litúrgics i de mobiliari, entre ells el retaule major del segle xvii i l'orgue. El 2003 es va col·locar un nou orgue per substituir a l'anterior.